# Гунін Михайло Давидович
Гунін Михайло Давидович — український організатор кіновиробництва.

## Біографія
Народився 26 травня 1905 р. у Києві в родині службовця. Служив в Особливому відділі 12-ї армії, в органах НК-ГПУ (1918—1929), працював у системі ВУФКУ (директором кінотеатрів, директором знімальних груп на Київській студії художніх фільмів тощо, 1929—1941).
Учасник Німецько-радянської війни.
З 1953 р. — директор картини Київської студії науково-популярних фільмів.
Помер 6 червня 1981 р.

## Фільмографія
Брав участь у творенні близько 65 стрічок, серед яких:
- «Шахтарський характер»,
- «Микола Амосов» та ін.

## Нагороди
Нагороджений орденом Червоної Зірки, медалями і значком «Отличник кинематографии СССР».